# Giulian Ilie
Giulian Ilie (ur. 16 lipca 1977 w Ploeszti) – rumuński bokser wagi junior ciężkiej.

## Kariera zawodowa

### Kategoria półciężka
17 lipca 2004 Giulian Ilie stoczył swoją pierwszą zawodową walkę. W 2 rundzie przez techniczny nokaut pokonał Petera Homola.
6 listopada 2005 Ilie po 12-rundowej walce przegrał niejednogłośnie na punkty z Ladislavem Kutilem. Stawką pojedynku był tytuł Mistrza Europy Wschodniej i Centralnej Azji federacji IBF, w kategorii pół ciężkiej.
27 stycznia 2007 Giulian Ilie zremisował w 4-rundowej walce z Josipem Jalusiciem.
24 kwietnia 2010 Ilie zmierzył się z Polakiem Dawidem Kosteckim o tytuł Mistrza Świata federacji WBF. Po 12-rundowej walce, Rumun przegrał jednogłośnie na punkty, stosunkiem 111-117 i dwukrotnie 110-118. Była to ostatnia walka Giuliana Ilie w kategorii pół ciężkiej.

### Kategoria junior ciężka
26 listopada 2010 Giulian Ilie zdobył swój pierwszy pas w zawodowej karierze. Po 12-rundowym pojedynku pokonał niejednogłośnie na punkty Cristiana Dolzanelliego, stosunkiem 114-113, 116-111, 113-114, zdobywając pas IBF International.
16 września 2011 Ilie pokonał w 2 rundzie przez techniczny nokaut Salvatora Erittu. Stawką pojedynku był wakujący pas IBF Inter-Continental.
17 marca 2012 Giulian Ilie po raz pierwszy bronił tytułu Interkontynentalnego Mistrza IBF, a jego rywalem był Paweł Kołodziej. Po 12 rundach, jednogłośnie na punkty, zwyciężył Polak, stosunkiem 118:110, 117:110 oraz 120:107.
5 października 2013  w Moskwie Ilie przegrał w dziesiątej rundzie przez nokaut z Rosjaninem Rachimem Czachkijewem.
18 października 2014 w Rostowie nad Donem Ilie przegrał przez techniczny nokaut po drugiej rundzie z Rosjaninem  Dmitrijem Kudriaszowem (15-0-0, 15 KO).